# Ограниченные неполные частные
Говорят, что вещественное число имеет ограниченные неполные частные если при его разложении в цепную дробь неполные частные не принимают сколь угодно больших значений
То есть цепная дробь
{\displaystyle x=[a_{0};a_{1},a_{2},\dots ]=a_{0}+{\cfrac {1}{a_{1}+{\cfrac {1}{a_{2}+\dots }}}}}
имеет ограниченные неполные частные если существует число {\displaystyle c} такое, что {\displaystyle a_{i}\leq c} для любого {\displaystyle i\geq 0}.

## Свойства
- любая периодическая цепная дробь имеет ограниченные неполные частные;

- если {\displaystyle x} имеет ограниченные неполные частные, то в двоичном представлении значения функции Минковского в точке {\displaystyle x} расстояние между соседними единицами ограничено (в этом контексте множество таких чисел можно понимать как широкое обобщение идеи построения множества Кантора).

## Гипотеза Зарембы
Разложение рационального числа в цепную дробь всегда конечно, так что все его неполные частные ограничены максимальным из них. Поэтому особый интерес представляет вопрос, можно ли наложить единые ограничения на неполные частные большинства рациональных чисел. Его поставил Станислав Заремба в 1972 году.
| Гипотеза Зарембы Существует абсолютная константа {\displaystyle c} такая, что для всякого знаменателя {\displaystyle q\in {\mathbb {N} }} существует числитель {\displaystyle a<q} такой, что {\displaystyle (a,q)=1} и неполные части несократимой дроби {\displaystyle {\frac {a}{q}}=[a_{1},\dots ,a_{s}]} ограничены неравенством {\displaystyle a_{i}\leq c,\ i=1,\dots ,s} |

Бургейн и Конторович доказали гипотезу для множества чисел {\displaystyle q} плотности 1. Для малых значений константы {\displaystyle c} и отдельных множеств допустимых значений {\displaystyle a_{i}} изучаются менее сильные нижние оценки на распределения таких {\displaystyle q}.